# Jezioro Godawskie
Jezioro Godawskie – jezioro w Polsce, położone w województwie kujawsko-pomorskim, w powiecie żnińskim, w gminie Gąsawa, na terenie Pojezierza Żnińsko-Mogileńskiego.

## Charakterystyka
W pobliżu jeziora znajduje się miejscowość Godawy. Jezioro zasila rzeka Gąsawka.

## Dane morfometryczne
Powierzchnia zwierciadła wody według różnych źródeł wynosi od 25,0 ha do 29,6 ha.
Zwierciadło wody położone jest na wysokości 79,8 m n.p.m. Średnia głębokość jeziora wynosi 3,6 m lub 3,5 m, natomiast głębokość maksymalna 7,5 m lub 9,0 m.
W oparciu o badania przeprowadzone w 2004 roku wody jeziora zaliczono do wód pozaklasowych i III kategorii podatności na degradację. W roku 1987 wody jeziora również zaliczono do wód pozaklasowych.
Szerokość jeziora wynosi 500 m, a długość 600 m.

## Hydronimia
Według urzędowego spisu opracowanego przez Komisję Nazw Miejscowości i Obiektów Fizjograficznych (KNMiOF) nazwa tego jeziora to Jezioro Godawskie. W różnych publikacjach i na mapach topograficznych jezioro to występuje pod nazwą Gadowskie.